# Jablanica (Trnovo, république serbe de Bosnie)
Pour les articles homonymes, voir Jablanica.
Jablanica (en serbe cyrillique : Јабланица) est un village de Bosnie-Herzégovine. Il est situé sur le territoire de la ville d'Istočno Sarajevo, dans la municipalité de Trnovo et dans la république serbe de Bosnie. Selon les premiers résultats du recensement bosnien de 2013, il compte 282 habitants.

## Géographie
Le village est situé au sud-ouest du mont Trebević et à l'est des monts Igman et Bjelašnica, au bord de la rivière Željeznica, un affluent droit de la Bosna.

## Démographie

### Évolution historique de la population dans la localité
| 1948 | 1953 | 1961 | 1971 | 1981 | 1991 | 2013 |
| ---- | ---- | ---- | ---- | ---- | ---- | ---- |
| -    | -    | 427  | 499  | 468  | 435  | 282  |

|  |